# Moments (canção de Ayumi Hamasaki)
Moments é o trigésimo segundo single lançado pela cantora japonesa Ayumi Hamasaki no dia 31 de Março de 2004. Foi o primeiro single dela a ser lançado em duas versões diferentes; CD e CD+DVD. A música "Moments" foi usada como tema em um comercial para promover produtos da kosé "visée" Corporation. O single teve um bom desempenho nas paradas musicas ficando por duas semanas em 1º lugar na Oricon e foi certificado Platina pelas 303.000 cópias vendidas.

## Faixas
| CD  |                                         |         |  |
| N.º | Título                                  | Duração |  |
| 1.  | "Moments"                               | 5:33    |  |
| 2.  | "Moments (acoustic Piano version)"      | 5:33    |  |
| 3.  | "Moments (Flying Humanoid mix)"         | 6:48    |  |
| 4.  | "Moments (original mix) (instrumental)" | 5:31    |  |

| DVD |                        |         |  |
| N.º | Título                 | Duração |  |
| 1.  | "Moments (Vídeo Clip)" | 5:38    |  |

## Oricon & Vendas
| Parada                           | Posição | Total de Vendas | Semanas |
| -------------------------------- | ------- | --------------- | ------- |
| Oricon Parada Diária de Singles  | 1       | 303,000         | 21      |
| Oricon Parada Semanal de Singles | 1       | 303,000         | 21      |
| Oricon Parada Mensal de Singles  | 1       | 303,000         | 21      |
| Oricon Parada Anual de Singles   | 19      | 303,000         | 21      |

## Uso em Outras Mídias
- Momentos foi usada como tema de abertura do jogo Fullmetal Alchemist "Blue Bird Illusion".